# Torbjörn Magnusson
Torbjörn Magnusson, född 9 november 1963, är en svensk företagsledare.
Magnusson efterträdde Björn Wahlroos som styrelseordförande för den finländska affärsbanken Nordea Bank Abp den 28 mars 2019. I och med utnämningen meddelades det samtidigt att Magnusson också skulle bli koncernchef och VD för  finansbolaget Sampo Abp från och med den 1 januari 2020 när deras nuvarande koncernchef och VD Kari Stadigh lämnar sina positioner. Han är Styrelseordförande för If Skadeförsäkring Holding AB, som är ett dotterbolag inom Sampo-koncernen.
Han har tidigare arbetat för Arthur Andersen, Skandia och senast för If Skadeförsäkring, där han var koncernchef och VD mellan 2002 och 2019.
Magnusson har en teknologie licentiat-examen i matematik från Kungliga tekniska högskolan.

## Utmärkelser
- Kommendörstecknet av Finlands Vita Ros’ orden,  28 september 2022[8]

[Redigera Wikidata]